# 迷路荘の惨劇
『迷路荘の惨劇』（めいろそうのさんげき）は、横溝正史の長編推理小説。「金田一耕助シリーズ」の一つ。1975年5月に東京文芸社から刊行された。
2014年3月までに2本のテレビドラマ作品がある。

## 解説
本作の原型は『オール讀物』1956年8月号に発表された短編作品『迷路荘の怪人』で、3年後の1959年に東京文芸社の叢書『金田一耕助推理全集』5巻に収録された際に同題の中編作品に改稿され、これに新たに長編作品として加筆・修正を施して、1975年5月に東京文芸社から刊行されたのが本作である。
本作では『八つ墓村』『不死蝶』と同じように洞窟の中で事件が発生する。本作においては人工に掘らせた地下通路と洞窟が組み合わさっており、犯人がその地下通路を跳梁して殺人を行うところに特色がある。
また、本作で扱われる20年前という過去の事件とそれに関連して起こる現在の新たな殺人事件という設定は、本作以前にも、19年前の殺人事件と現在の殺人事件を扱った『女王蜂』、23年前の殺人事件と現在の殺人事件を扱った『不死蝶』『悪魔の手毬唄』など、多数ある。

## あらすじ
明治時代の権臣・古館種人（ふるだてたねんど）伯爵が富士山の裾野に建てた別荘・名琅荘（めいろうそう）は、屋敷内のあちこちにある「どんでん返し」「抜け穴」などの仕掛けや、廊下から廊下へつながる長局の構造などから、いつしか陰口で「迷路荘」と呼ばれるようになっていた。種人伯亡き後、古館家を継いだ子息の一人（かずんど）は放蕩を尽して破産寸前となり、最後に残った財産が名琅荘であった。
1930年（昭和5年）の秋、一人伯は、後妻の加奈子と彼女の遠縁にあたる尾形静馬の仲を疑い、2人に日本刀で斬りかかり加奈子を斬殺する。さらに、彼は静馬の左腕を一刀のもとに斬り落とすが、静馬に日本刀を奪われ返り討ちにされてしまう。逃亡した静馬の血の跡をたどると、名琅荘の背後の崖にある「鬼の岩屋」と呼ばれる天然の洞窟に続いていた。この洞窟は相当に深く、また手負いの静馬は日本刀を持って逃げ込んだことから、誰もが恐れて静馬を追うものはなく、静馬はそのまま行方不明となった。
一人伯と先妻の子・辰人（たつんど）が跡を継いだが、古館家は戦後さらに財政が苦しくなり、名琅荘も銀行の抵当流れとなった。新興財閥の篠崎慎吾は名琅荘を手に入れ、さらに莫大な代償と引き換えに辰人の妻・倭文子（しずこ）を妻に迎え入れた。篠崎は名琅荘の複雑な構造を利用してホテルに改造し、開業準備を進めていた。
1950年（昭和25年）10月16日、真野信也という左腕のない男がホテルを訪れる。真野は篠崎の名刺を持参していたが、篠崎は覚えがない。そして、真野は案内された「ダリアの間」で姿を消す。「ダリアの間」には地下通路に通ずる隠し扉があったが、その隠し扉を知っていたことや左腕がないことから、昭和5年の事件で行方不明になっている静馬が何らかの意図を持って乗り込んできたのではないかとも思われた。
2日後の10月18日、篠崎から呼び出された金田一耕助は、名琅荘を訪れ、ホテルのお披露目会に招待されていた、館の元の持主である古館辰人、辰人の母の弟・天坊邦武、加奈子の弟・柳町善衛、さらには種人伯の代から古館家に仕える老女・糸、そして篠崎の先妻の娘の陽子と顔を合わせる。
金田一が一昨日の出来事について説明を受けている最中、倉庫の中にある送迎用の馬車の座席の上で辰人の絞殺死体が発見された。辰人の左腕は体に縛られて、服の袖は左腕が無いかの如くブラブラしていた。
翌日、「ダリアの間」の隣の「ヒヤシンスの間」のバスルームで邦武の死体が見つかる。部屋の鍵はマントルピースのお盆の上に乗せられており、密室殺人であった。さらに、女中のタマ子が前夜から行方不明になっていた。
タマ子捜索のため、警察と金田一らが地下通路と「鬼の岩屋」の二手に分かれて探索を行っていると、女の悲鳴が聞こえた。金田一たちが駆けつけると地下通路で鼠に食い荒されていたタマ子の死体が発見され、さらに地下通路の出口である仁天堂で、後頭部を何か堅いもので強打されて瀕死状態の陽子が発見された。陽子は「パパが…」と言い残して意識を失っていた。
ここに至ってようやく金田一は一連の事件の真相に到達する。

## 登場人物
- 金田一耕助（きんだいち こうすけ） - 私立探偵。
- 風間俊六（かざま しゅんろく） - 土建業者。金田一のパトロンで、篠崎慎吾とも親しい。本作では金田一との電話などでのみ登場し、姿は現さない。
- 等々力大志（とどろき だいし） - 警視庁警部。本作では東京での調査の協力者として名前のみ登場する。

### 名琅荘関係者

#### 古館家および親族
- 古館種人（ふるだて たねんど） - 明治の権臣・元老・伯爵、名琅荘の創始者。1912年（明治45年）に死亡、享年68。
- 古館一人（ふるだて かずんど） - 種人の息子、伯爵。1930年（昭和5年）に後妻の加奈子と尾形静馬を殺そうとするが、静馬の返り討ちに遭い死亡する。
- 古館加奈子（ふるだて かなこ） - 一人の後妻。1930年（昭和5年）に一人に殺される。
- 古館辰人（ふるだて たつんど） - 一人の息子、元伯爵。母は加奈子ではなく先妻。旧華族のなかでも有名な美貌の持ち主。
- 尾形静馬（おがた しずま） - 加奈子の親戚。1930年（昭和5年）に一人に左腕を切り落とされ、その後一人を殺して逃走し、以後行方不明。
- 天坊邦武（てんぼう くにたけ） - 元子爵、辰人の実母の弟。侏儒やビリケンを連想させる、卵型の頭をした短躯肥満型の人物。
- 柳町善衛（やなぎまち よしえ） - 元子爵、加奈子の弟。フルートの名手。ヘビースモーカー。ルパシカふうの上着を着こなしている。

#### 篠崎家
- 篠崎慎吾（しのざき しんご） - ホテル名琅荘オーナー。剣道五段。
- 篠崎倭文子（しのざき しずこ） - 慎吾の妻。先夫は古館辰人。
- 篠崎陽子（しのざき ようこ） - 慎吾の娘。母は倭文子ではなく父の先妻。

#### 使用人および客人
- お糸（おいと） - 種人の妾。名琅荘が篠崎の手に渡った後も、引き続き取り仕切っている。
- 奥村弘（おくむら ひろし） - 慎吾の秘書。
- 速水譲治（はやみ じょうじ） - ホテル名琅荘従業員。風間俊六に引き取られた日米混血の戦災孤児。風間から篠崎に預けられた。
- 戸田タマ子（とだ タマこ） - ホテル名琅荘女中。強い近視だが、眼鏡をかけるのをいやがっている。譲治と恋仲。
- お杉（おすぎ） - ホテル名琅荘女中。
- 真野信也（まの しんや） - ホテル名琅荘の客人。左腕がない。

### 地元関係者

#### 警察
- 田原（たはら） - 静岡県警の警部補、富士署管轄区内の捜査主任。
- 井川（いがわ） - 静岡県警富士署の老刑事。1930年（昭和5年）の事件を追い続けている。
- 小山（こやま） - 静岡県警富士署の若い屈強の刑事。当初から捜査に深く関わり、後半では調査のため東京へ出張した。
- 江藤（えとう） - 静岡県警富士署の刑事。本作では伝令役を多く引き受けている。
- 久保田（くぼた） - 静岡県警富士署の刑事。地下通路と「鬼の岩屋」の同時捜索応援要員として途中から参加、終盤で慎吾狙撃現場付近に居合わせ、犯人を追跡しようとした。

#### 医療関係
- 森本（もりもと） - 地元の医者。警察医。
- 深尾（ふかお） - 陽子が襲撃されて重態となったときに森本が連れてきた、老練の看護婦。

## 原型作品からの加筆内容概要
名琅荘の位置や構造および関連人物の家族関係に関する設定は大きく変更されていないが、人名は中編化の際に、年齢や年代の設定は長編化の際に、各々全面的に見直されている。また、辰人殺害時の各登場人物のアリバイに関する時刻設定は中編化でも長編化でも細かく見直されている。柳町のフルート演奏がこのアリバイに関連する設定は長編での追加である。
速水譲治は長編化に際して登場し、関連して辰人死体の発見状況が吊り下げられた状態から馬車に乗せられた状態に変更された。真野信也（短編では河野信也）の正体は、短編で柳町、中編で奥村、長編で譲治と全て違っている。戸田タマ子は短編（苗字の設定なし）や中編にも登場するが、信也に応対したという以上の役割は与えられていない。
中編化の際に警察関係者が個別に描写され、辰人殺害後の各関係者への個別聴取場面も追加されている。抜け穴探検の場面も中編で追加されているが、長編ではさらに鬼の岩屋との同時探検が追加され、このとき陽子が重傷を負って意識不明になる。関連して、仁天堂側の出口が外から操作できない電気仕掛けに変更されている。また、篠崎銃撃の際に応急処置したのを陽子（短編では朋子）から意識不明の陽子に付き添っていた看護婦に変更している。
篠崎銃撃に先立って金田一たちが尾形静馬の墓を発見する設定は長編での追加であり、短編や中編では最後に糸が存在を語るのみである。篠崎銃撃の前に短編では金田一、中編では井崎刑事（長編の井川刑事）が悪夢を見る描写や銃撃直後の現場状況の描写は長編では削除されている。金田一は中編では一旦東京に戻って調査しており篠崎銃撃のとき不在だったが、長編では東京に戻ろうとしたところで天坊殺害の報を受け、調査を小山刑事に任せて名琅荘に戻っている。
篠崎銃撃の際に抜け穴の一部が崩落する設定は中編での追加であり、さらに長編では救助に何時間も要する規模の大崩落に変更された。柳町の死因は短編では銃創、中編では専ら崩落で、長編では銃創を負ったうえ崩落に巻き込まれている。柳町が瀕死の状態で自分の犯行だと主張する設定は共通である。倭文子は短編では柳町による扼殺、中編では射殺であるが、長編では銃創を負ったうえ崩落で身動きが取れなくなり鼠に食い殺されている。
天坊の役割は短編では不明確で、恐喝を行っていた設定は中編で追加された。中編では篠崎銃撃に引き続いて抜け穴の中で射殺される設定であり、浴室での殺害や密室トリックは長編での追加である。
長編では静馬殉難碑の建立など事後談が充実している。篠崎が倭文子を辰人に返そうとしていた設定については、短編や中編では最後の篠崎と糸との3人のみの場面で金田一が指摘するに留まっていたが、長編では風間が調べた資金の動きを根拠に警察に指摘し、篠崎もそれを認めている。

## 収録書籍
- 『迷路荘の惨劇』（1975年、東京文芸社）
- 『迷路荘の惨劇』（1976年、角川文庫 緑304-34（よ5-8））
- 『迷路荘の惨劇』（1996年改版、角川文庫 、ISBN 4-04-130434-2）

### 中間段階の中編
- 『金田一耕助推理全集5 迷路荘の怪人』（1959年、東京文芸社）
- 『横溝正史探偵小説コレクション4 迷路荘の怪人』（2012年、出版芸術社、ISBN 978-4-88293-423-3）

### 当初の短編
- 『金田一耕助の帰還』（1996年、出版芸術社、ISBN 4-88293-117-6）
- 『金田一耕助の帰還』（2002年、光文社文庫、ISBN 4-334-73262-3）

## テレビドラマ

### 1978年版
『横溝正史シリーズII・迷路荘の惨劇』は、TBS系列で1978年10月14日から10月28日まで毎週土曜日22時 - 22時55分に放送された。全3回。
構成要素を大幅に省略し、事件発生順序を変更しているが、基本設定は概ね原作に沿っている。
- 風間俊六は登場せず、金田一は篠崎慎吾（当時軍曹）の軍隊での部下で戦後も1年近く居候していた。速水譲治や戸田タマ子も篠崎に拾われている。事件途中で東京へ調査に出かける展開も無い。
- 柳町善衛、篠崎陽子、奥村弘は登場せず、古館辰人殺害時における登場人物の複雑な動きは無い。仁天堂側の出口は外からも開閉でき、糸はその位置を語らず、実際に金田一たちが探検して明らかにする。
- 日和警部が20年前に事件捜査に関わっている。
- 最寄駅は富士ではなく「相原」である。
- 天坊がビリケン頭の短躯という設定は無い。入浴剤は天坊自身が持ち込んでいた。
- まず天坊が殺害され、目撃してしまったタマ子を殺害し、予定外の事態を収拾するため古館が隠し部屋から能面越しに倭文子の寝室を銃撃する。直前の夕食で古館と倭文子の諍いがあったので、古館滞在中は篠崎夫婦は寝室を別にすることにしていた。事件認知順は銃撃が最初で、地下道の崩落は発生しない。タマ子の死体は竪穴の底に落とされた状態から移動されていなかった。
- 古館は当初から篠崎の財産を横領する目的で、倭文子を離縁して送り込んでいた。古館一人、加奈子、尾形静馬の命日の朝、古館は静馬の犯行に見せかけるために静馬に扮装し、倭文子に篠崎を呼び出させて殺害しようとしたが、倭文子は単独で出向いて古館と争い、殴打する。その様子を見ていた糸が引き継ぎ、滑車を使って仕上げる。その直後、倭文子は静馬の墓前で自殺した。
- 鬼の岩屋への横穴は静馬の墓前に直接つながっていた。糸が仁天堂側から横穴を抜けて墓前に参っていた行動から横穴の存在を推測した警察が少人数で同時捜索を行い、日和警部が苦手とする鼠の動きから横穴を発見した。
- 古館家のルーツは岡山県にあり、糸、加奈子、静馬、倭文子は古館村の出身、加奈子と倭文子は従姉妹である。古館村出身者は古館家の始祖伝説（初代の父親が自らを人柱として水害を鎮めた）に基づく服従遺言に縛られている。

キャスト
- 金田一 - 古谷一行
- 篠崎慎吾 - 三橋達也
- 篠崎倭文子 - 浜木綿子
- 糸 - 千石規子
- 古館辰人 - 仲谷昇
- 古館一人 - 西沢利明
- 古館加奈子 - 御道由紀子
- 天坊邦武 - 伊豆肇
- 尾形静馬 - 滝沢双
- 速水譲治 - 桑原大輔
- 戸田タマ子 - 秋谷陽子
- 日和警部 - 長門勇
- 刑事 - 小鹿番

スタッフ
- 企画 - 角川春樹事務所、毎日放送
- プロデューサー - 青木民男（毎日放送）、伊藤満
- 脚本 - 田坂啓
- 音楽 - 真鍋理一郎
- 撮影 - 山田一夫
- 美術 - 植田寛、石田良之
- 美粧 - 山田かつら店
- 衣装 - 京都衣装
- 現像 - 東洋現像所
- 主題歌 - 茶木みやこ「あざみの如く棘あれば」
- 監督 - 松尾昭典
- 制作 - 毎日放送、三船プロダクション

| 毎日放送・TBS系列 横溝正史シリーズII | 毎日放送・TBS系列 横溝正史シリーズII       | 毎日放送・TBS系列 横溝正史シリーズII                        |
| 前番組                               | 番組名                                     | 次番組                                                      |
| ------------------------------------ | ------------------------------------------ | ----------------------------------------------------------- |
| 仮面劇場 （1978年9月16日 - 10月7日） | 迷路荘の惨劇 （1978年10月14日 - 10月28日） | 森村誠一シリーズII・青春の証明 （1978年11月4日 - 12月30日） |

### 2002年版
『金田一耕助ファイル 迷路荘の惨劇』は、テレビ東京系列・BSジャパン共同制作の2時間ドラマ「女と愛とミステリー」（毎週水曜日20時54分 - 22時48分）で2002年10月2日に放送された。
この作品では舞台を富士山麓から京都に変更しており、祇園祭に合わせて名琅荘に関係者を招待した設定になっている。また、金田一は休暇中の等々力警部と共に東京から祇園祭の見物に来る直前に篠崎慎吾からの依頼電報を受け取っており、金田一に強引に名琅荘へ連れていかれて事件に遭遇した等々力は、井川刑事に申し出て捜査に協力する。
事件発生年は過去の加奈子殺害事件を含めて原作通りである（月日は祇園祭期間に変更）。以下のような省略や変更はあるものの、ストーリーの流れは比較的細かい部分まで原作通りである。
- 風間俊六は登場せず、速水譲治は篠崎に拾われている。奥村は名琅荘の運転手である。
- 警察関係者や医療関係者の詳細な人物像設定は無く、井川刑事を除いて氏名も不明である。
- 名琅荘の詳しい構造は説明も描写もされず、ダリアの間やヒヤシンスの間は1階にある。
- 天坊の容貌は原作のイメージから大きく外れてはいないが原作そのままではない。
- 辰人殺害時のアリバイ調べで柳町のフルート演奏が話題になるが、特にトリックには結びつかない。
- 天坊殺害発覚前に金田一が東京へ戻って調査しようとする展開は無い。
- 抜け道や洞窟は楽に歩いて通れる広さで崩落寸前の状況ではなく、仁天堂側出口一方通行の設定は無い。タマ子の死体は鼠の陥穽ではなく硫黄ガスの噴き出る場所に放置されており、陽子は脳震盪で昏倒する前に倭文子の匂い袋を拾っていた。
- 柳町が自分の犯行だとする遺書を残してピストル自殺、東京で「深川質屋殺し」事件を抱えていた金田一は等々力と共に東京へ戻る。
- 入浴剤の意味に気づいた金田一は等々力と名琅荘へ戻ってフィルムを発見する。
- 慎吾狙撃事件は無く、慎吾は倭文子が毒を仕込んだワインを、そうと知りながら浴びるように飲んでいた。
- 真相が知れたと察した倭文子は特に抵抗せず逮捕される。
- 慎吾が関係者を集めた目的が倭文子を辰人に返還することの発表だった設定は無い。
- 金田一は深川の事件の捜査と並行して糸の出身である向島へも調査に行き、静馬が糸の息子であることを突き止めていた。糸は全てを認めたあと、来るならこの場で果てると金田一たちを脅し、静馬が道に迷って果てたと思われる洞窟の中へ消えていった。

キャスト
- 金田一 - 上川隆也
- 等々力警部 - 中村梅雀
- 井川刑事 - 火野正平
- 篠崎慎吾 - 六平直政
- 篠崎倭文子 - 羽田美智子
- 篠崎陽子 - 岩下貴子
- 糸女 - 野際陽子
- 古館辰人 - 宇梶剛士
- 天坊邦武 - 長門裕之
- 速水譲治 - 柳野コウセイ
- 戸田タマ子 - 池田真紀
- 柳町善衛 - 近江谷太朗
- 奥村弘 - 新井康弘

スタッフ
- 脚本 - 西岡琢也
- 監督 - 吉田啓一郎
- 照明 - 中岡源権
- 録音 - 小西進
- 編集 - 高橋亮
- 音楽 - 川崎真弘
- 選曲 - 合田豊
- 美術 - 西岡善信、丸井一利
- プロデューサー補 - 児玉宜久
- 技術協力 - オムニバス・ジャパン
- 協力 - エクラン演技集団、ジャパンアクションエンタープライズ、岸本乗馬センター
- 統括プロデューサー - 不破敏之
- プロデューサー - 椿宜和、西村維樹、酒井実
- 企画協力 - 角川書店
- 制作協力 - 映像京都、松竹京都映画
- 制作 - テレビ東京、BSジャパン、トスカドメイン